# Phlox latifolia
Phlox latifolia är en blågullsväxtart som beskrevs av André Michaux. Phlox latifolia ingår i släktet floxar, och familjen blågullsväxter. Inga underarter finns listade i Catalogue of Life.